# 이수 (가수)
이수(본명: 전광철, 1981년 4월 22일 ~ )는 대한민국의 가수이다. 록 밴드 엠씨 더 맥스의 보컬 겸 기타리스트이다. 2016년, 뮤직앤뉴와 전속 계약이 끝난 후, 이수 본인이 325E&C를 설립했다.

## 학력
- 서울백운초등학교 (졸업)
- 쌍문중학교 (졸업)
- 안양예술고등학교 연극영화과 (졸업)
- 서울사이버대학교 디지털엔터테인먼트학과

## 솔로 참여 음반·곡
엠씨 더 맥스와는 별도로 이수가 발표한 싱글이다.
- 〈나만의 슬픔〉 (2007년, 뮤직드라마 《동화》 수록곡)
- 〈미련한 가슴아〉 (2007년, MBC 드라마 《개와 늑대의 시간》 OST)
- 〈레퀴엠〉 (2008년, 최진이와의 듀엣곡으로 디지털 싱글 Requiem 수록, 엠씨 더 맥스 전 멤버 세션 참여)
- 《I Am...》 (2008년, 솔로 1집 앨범, 엠씨 더 맥스 전 멤버 세션 참여)
- 《사랑해요》 (2008년, 솔로 1집 리패키지 앨범)
- 〈눈물은 마른데도...〉 (2009년, SBS 드라마 《카인과 아벨》 수록곡)
- 〈내 가슴에 사는 사람〉 (2009년, SBS 드라마 《찬란한 유산》 수록곡)
- 〈미친 인연〉 (이비아dation Part 1 (Black & Red) 앨범 타이틀 곡, 이수 피쳐링)
- 〈바라보기〉 (2014년, 드라마 미녀의 탄생 OST)
- 〈가슴에 내린다〉 (2015년, 티아라 웹드라마 삽입곡)
- 〈그 남잔 말야〉 (2015년, SBS 드라마 냄새를 보는 소녀  OST)
- 〈단한번의 사랑〉 (2016년, SBS 《사임당, 빛의 일기》 OST)
- 《Inhale》 (2017년, 솔로 2집 앨범)
- 〈My Way〉 (2018년, MBC 드라마 《돈꽃》 수록곡)

## 영화
- 〈바이크 원정대: 인 이탈리아〉 (2021년)

## 사건사고
2009년 12월 세 차례 성매매를 한 혐의에 이를 시인했으며, 대한민국 검찰은 초범이라는 점을 감안해 기소유예 처분을 내렸다.